# Janis Spiteris
Janis Spiteris OFMCap (gr. Γιάννης Σπητέρης Giánnis Spitéris; ur. 27 sierpnia 1940 w Korfu) – grecki duchowny rzymskokatolicki, kapucyn, arcybiskup metropolita Korfu–Zakintos–Kefalina i tym samym administrator apostolski wikariatu apostolskiego Salonik w latach 2003–2020, od 2020 arcybiskup senior archidiecezji Korfu–Zakintos–Kefalina.

## Życiorys
Giánnis Spitéri urodził się 27 sierpnia 1940 na greckiej wyspie Korfu. Wstąpił do zakonu kapucynów z prowincji Palermo. 10 grudnia 1963 złożył śluby wieczyste, a 24 lipca 1968 otrzymał święcenia prezbiteratu. Studiował na Uniwersytecie we Fryburgu Szwarcarskim, uzyskując doktorat z teologii. Był wykładowcą na rzymskich uczelniach (m.in. na Antonianum i Papieskim Instytucie Wschodnim). Organizował także międzynarodowe sympozja ekumeniczne.
22 marca 2003 papież Jan Paweł II prekonizował go arcybiskupem metropolitą Korfu–Zakintos–Kefalina i tym samym administratorem apostolskim wikariatu apostolskiego Salonik. 18 maja 2003 otrzymał święcenia biskupie i odbył ingres do katedry św. Jakuba i Krzysztofa w Korfu. Głównym konsekratorem był arcybiskup Andonios Wartalitis – emerytowany metropolita Korfu–Zakintos–Kefalina, zaś współkonsekratorami Nikolaos Foskolos, arcybiskup ateński, i Frangiskos Papamanolis, biskup diecezjalny santoryński i syrosko-meloski oraz administrator kreteński. 29 czerwca 2003 w bazylice św. Piotra na Watykanie odebrał od papieża paliusz metropolitalny.
Od 2014 r. jego wikariuszem generalnym w wikariacie apostolskim Salonik był polski duchowny Janusz Zwoliński. 
14 września 2020 papież Franciszek przyjął jego rezygnację z obowiązków arcybiskupa metropolity Korfu–Zakintos–Kefalina oraz administratora wikariatu apostolskiego Salonik.